# Universität Miyagi

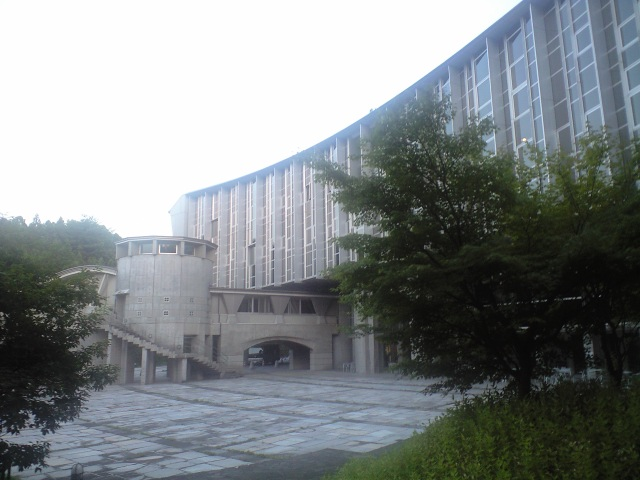
Hauptgebäude im Taiwa-Campus (2008)

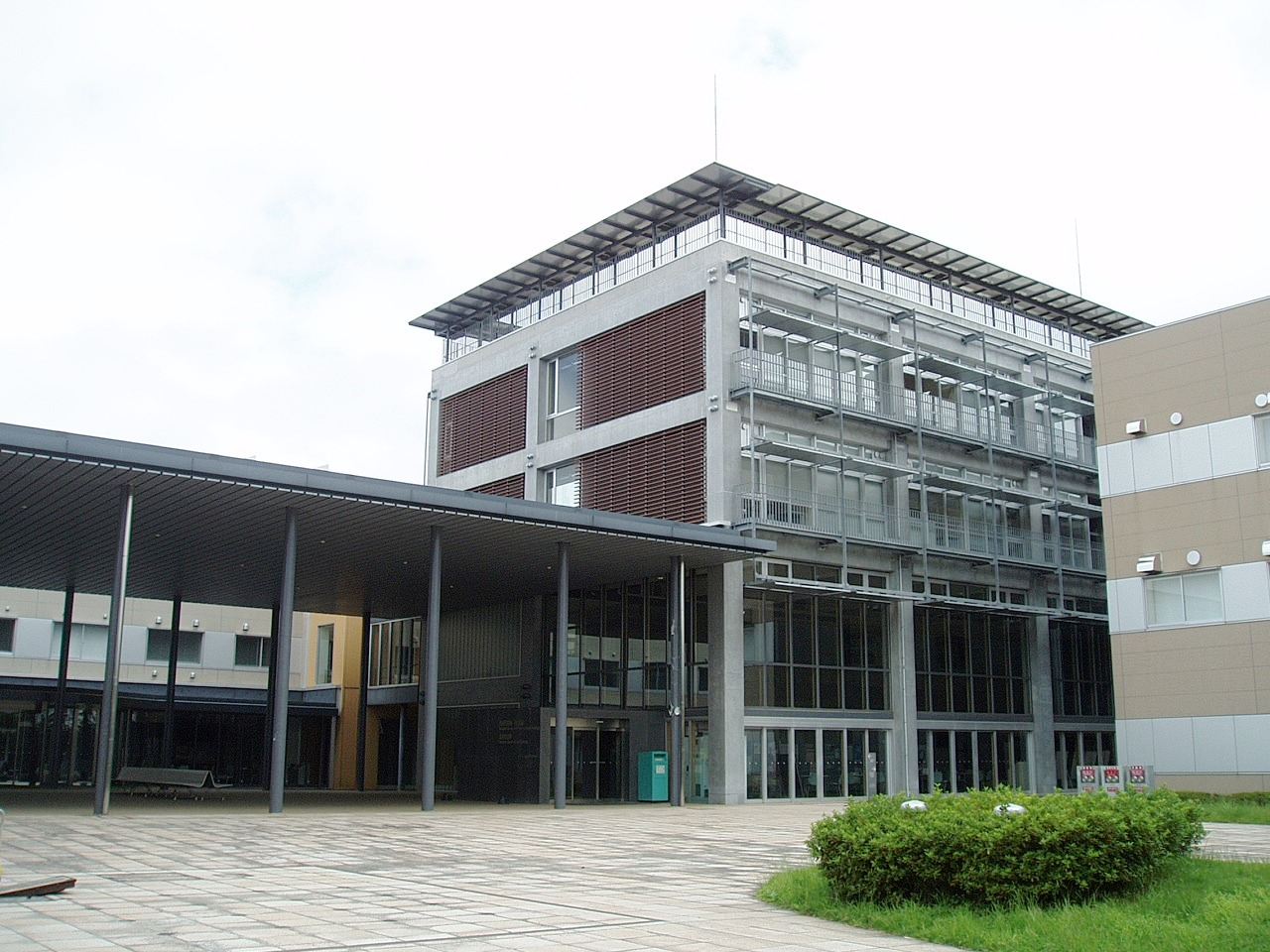
Taihaku-Campus (2016)

Die Universität Miyagi (japanisch 宮城大学 Miyagi daigaku; engl. Miyagi University, kurz: Miyadai (宮大) oder MYU) ist eine öffentliche (präfekturale) Universität in Japan. Der Hauptcampus liegt in Taiwa in der Präfektur Miyagi.
Die Universität wurde 1997 gegründet, mit den Fakultäten für Krankenpflegewissenschaft und Project Design. 2001 richtete sie die Graduate School (Masterstudiengänge) ein, und 2008 dann die Doktorkurse.
2005 wurde die Präfekturale Landwirtschaftskurzuniversität Miyagi (宮城県農業短期大学, Miyagi-ken nōgyō tanki daigaku, gegründet 1952) zur Universität zusammengelegt, und die Fakultät für Lebensmittelindustrielle Wissenschaften eingerichtet.

## Fakultäten
- Taiwa-Campus (in Taiwa, Präfektur Miyagi, 38° 20′ 54,6″ N, 140° 50′ 22,6″ OKoordinaten: 38° 20′ 54,6″ N, 140° 50′ 22,6″ O):
  - Schule für Krankenpflegewissenschaft
  - Schule für Project Design (jap.事業構想学群)
- Taihaku-Campus (in Taihaku-ku, Sendai, Präfektur Miyagi, 38° 13′ 24,7″ N, 140° 49′ 2″ O):
  - Schule für Lebensmittelindustrielle Wissenschaften (jap.食産業学群, engl. School of Food Industrial Sciences)